# Leioproctus cinereus
Leioproctus cinereus är en biart som först beskrevs av Smith 1853.  Leioproctus cinereus ingår i släktet Leioproctus och familjen korttungebin. Inga underarter finns listade i Catalogue of Life.